# Regione di Kara
La regione di Kara (ufficialmente Région de la Kara in francese) è una delle 5 regioni del Togo. Prende il nome dal capoluogo Kara. Confina a nord con la Regione delle Savane, a est con il Benin, a sud con la Regione Centrale e a ovest con il Ghana. Oltre a Kara, città importanti della regione sono: Bafilo, Bassar, e Niamtougou.

## Geografia antropica

### Suddivisioni amministrative
La regione è suddivisa in 7 prefetture:
- Assoli
- Bassar
- Bimah
- Doufelgou
- Kéran
- Kozah
- Dankpen